# サムエル・フルトン
サムエル・ピーター・フルトン（Samuel Peter Fulton、1865年8月17日 - 1938年9月15日）はアメリカ人の宣教師、明治時代に南長老ミッションより日本に派遣されて福音主義的な神学教育に携わった。

## 生涯・人物
1865年8月17日にアメリカのサウスカロライナ州で生まれた。コロンビア神学校、ユニオン神学校で神学を学び、博士号を取得した。
1888年（明治31年）に、南長老ミッションから派遣されて来日する。1901年（明治34年）から明治学院の神学教師になるが、組織神学の講義に自由主義神学の教科書を用いた植村正久と神学的に対立する。このことがきっかけになり、南長老ミッションは独自の神学校を設立する。植村は東京神学社を設立する。
1907年（明治40年）、神戸神学校の校長に就任した。1927年、神戸神学校と大阪神学院が合併して生まれた中央神学校で初代校長になり、組織神学や新約学を教えた。1938年9月15日に静養先の長野県軽井沢町で死去した。神戸の再度山修法ヶ原外国人墓地に埋葬された。
1942年に中央神学校は閉鎖されるが、岡田稔が後を引き継ぎ、神戸改革派神学校になる。